# Günter Konrad
Günter Konrad (* 25. September 1929 in Wuppertal; † 12. September 2020 ebenda), eigentlich Walter Günther Konrad, war ein deutscher Heimatforscher, Autor und Herausgeber. Er wurde 2019 mit dem Rheinlandtaler ausgezeichnet.

## Leben und Werk
Nach seiner Pensionierung 1992 widmete sich der gelernte Industriekaufmann und ehemalige Geschäftsführer des Elberfelder Erziehungsvereins (1982 bis 1992) intensiv der Heimatforschung um Wuppertal-Ronsdorf und dessen Umgebung. Er war Ehrenmitglied des Ronsdorfer Heimat- und Bürgervereins e.V. sowie Mitglied im Bergischen Geschichtsverein. Für seine Verdienste um die Historie und Heimatkunde wurde er 2019 mit dem Rheinlandtaler ausgezeichnet.
Angetrieben von der Feststellung, dass historische Artefakte wie Fotografien, vor allem aus privaten Beständen oder Archiven, unbetrachtet entsorgt würden und so für die Nachwelt unwiederbringlich verloren gingen, begann er, vor allem Fotografien zu sammeln, zu ordnen und systematisieren, später auch zu digitalisieren, um sie zu archivieren und für jedermann zur Verfügung zu stellen. Das historische Bildmaterial verknüpfte er mit aktuellen Fotografien, um die historischen Entwicklungen zu verdeutlichen. Neben verschiedenen Fotoausstellungen entwarf er „virtuelle Rundgänge“ z. B. in Form von Dia-Vorträgen rund um die Klinik Bergisch-Land und durch den Ronsdorfer Talsperren-Wald.
Neben seinen Tätigkeiten als Heimatforscher war Günter Konrad insbesondere in der evangelischen Kirchengemeinde engagiert und war nach dem Zweiten Weltkrieg maßgeblich am Erhalt des CVJM Wuppertal-Ronsdorfs beteiligt.

## Auszeichnungen
- Ehrenmitglied des Ronsdorfer Heimat- und Bürgervereins e.V., 2018[5][6]
- Rheinlandtaler des Landschaftsverbandes Rheinland, 2019[2][7][8]

## Fotoausstellungen
- Die Gate einst und jetzt (1985 in der Stadtbibliothek Ronsdorf und der Elberfelder Zentralbibliothek)[2]
- 200 Jahre evangelische Kirchengemeinde Wuppertal-Ronsdorf (1989 in der Stadtsparkasse Wuppertal, Zweigstelle Ronsdorf)[2]
- Das Morsbachtal und die Ronsdorf-Müngstener Eisenbahn (1991 in Schloss Burg)[3]
- Ausstellung zur Erinnerung an die Zerstörung von Ronsdorf am 30. Mai 1943 (1993, in der Stadtsparkasse Wuppertal, Zweigstelle Ronsdorf)[9]
- Ronsdorf im Wandel der Zeiten (1995, zum 250. Geburtstag der Stadt Ronsdorf, in der Stadtsparkasse Wuppertal, Zweigstelle Ronsdorf)[9]
- Ausstellung zum 100-jährigen Bestehen der Müngstener Brücke (1997 in Schloss Burg und in der Elberfelder Zentralbibliothek)[3]

## Publikationen und Herausgeberschaften
- „Das Morsbachtal und die Ronsdorf-Müngstener Eisenbahn“, in: Romerike Berge, 41 (1991) 4, S. 26–31.
- zus. mit Josua Halbach, Friedhelm Peters und Marga Rühl: Unser Ronsdorf 1745-1994. Arbeitskreis “Unser Ronsdorf”: Wuppertal 1995.
- Geschichte der Ronsdorfer Kirchengemeinden und Gemeinschaften. Wuppertal 2000.
- Ronsdorf in Daten und Fakten: Schulen in Ronsdorf und ihre Geschichte. Wuppertal 2000.
- „Die Hausbandwirkerei in Ronsdorf: Aufstieg und Niedergang eines Gewerbezweiges“, in: Geschichte im Wuppertal, 10 (2001), S. 66–85.
- Lebendige Vergangenheit. Wuppertal 2002.
- Infrastruktur, Sozial- und Gesundheitswesen in Ronsdorf. Wuppertal 2004.
- „Ronsdorf – nur eine ‚Stadt der Bänder‘?“, in: Geschichte im Wuppertal, 13 (2004), S. 51–57.
- Geschichte der evangelischen Kirchengemeinde Wuppertal-Ronsdorf, Books on Demand, Norderstedt 2005.
- Wuppertal-Ronsdorf: eine Stadtteilgeschichte in Bildern aus Vergangenheit und Gegenwart. 1. Auflage. Sutton, Erfurt 2008, ISBN 978-3-86680-402-9.
- zus. mit Marga Rühl und Friedhelm Peters: Ronsdorf und sein historisches Umfeld. Sutton: Erfurt 2009, ISBN 978-3-86680-505-7
- „225 Jahre Evangelische Kirchengemeinde Wuppertal-Ronsdorf: … und neues Leben blüht aus den Ruinen“, in: Gemeinde aktuell, 2014/4, S. 50–53.
- Ronsdorf in Vergangenheit und Gegenwart. Band 1. Ronsdorfer Heimat- und Bürgerverein: Wuppertal 2015.
- Ronsdorf in Vergangenheit und Gegenwart. Band 2. Ronsdorfer Heimat- und Bürgerverein: Wuppertal 2016.
- Industrie und Verkehr im Morsbachtal. Erinnerungen in alten Fotografien. Sutton: Erfurt 2017, ISBN 978-3-95400-748-6